# St. Hilaire (Minnesota)
Pour les articles homonymes, voir St. Hilaire.
St. Hilaire est une ville américaine située dans le Comté de Pennington, dans le Minnesota. Selon le recensement de 2010, sa population est de 279 habitants.